# Geogenanthus
Geogenanthus é um género botânico pertencente à família Commelinaceae.

## Espécies seleccionadas
- Geogenanthus ciliatus
- Geogenanthus poeppigii
- Geogenanthus rhizanthus

1. ↑  «Geogenanthus — World Flora Online». www.worldfloraonline.org. Consultado em 19 de agosto de 2020